# Kerk van Westerbur
De Kerk van Westerbur (Duits: Westerburer Kirche) is een kerk in de Duitse plaats Westerbur (gemeente Dornum, Oost-Friesland). Het is de kerk van de lutherse gemeente in Westerbur. Het kerkgebouw werd in 1753 gebouwd.

## Geschiedenis
In de middeleeuwen vond de geestelijke verzorging van de Harlingerlandse dorpen rond Westerbur vanuit Stedesdorf plaats, Westerbur zelf wordt niet in de opsomming van deze dorpen genoemd. Er zou hier een kapel hebben gestaan, die een filiaalkerk van Fulkum geweest zou zijn. Pas in het jaar 1530 wordt Westerbur voor het eerste als een kerspel in de annalen genoemd. De gemeente nam tijdens de reformatie de lutherse leer aan.
In 1753 vond er op de fundamenten van de oude middeleeuwse kerk nieuwbouw plaats. Deze nieuwbouw, waarbij de oude bakstenen van de oude kerk werden hergebruikt, betrof een zaalkerk met een meerzijdig koor. Op het westen is een kleine kerktoren aangebouwd. Hier bevindt zich tevens de ingang.

## Interieur

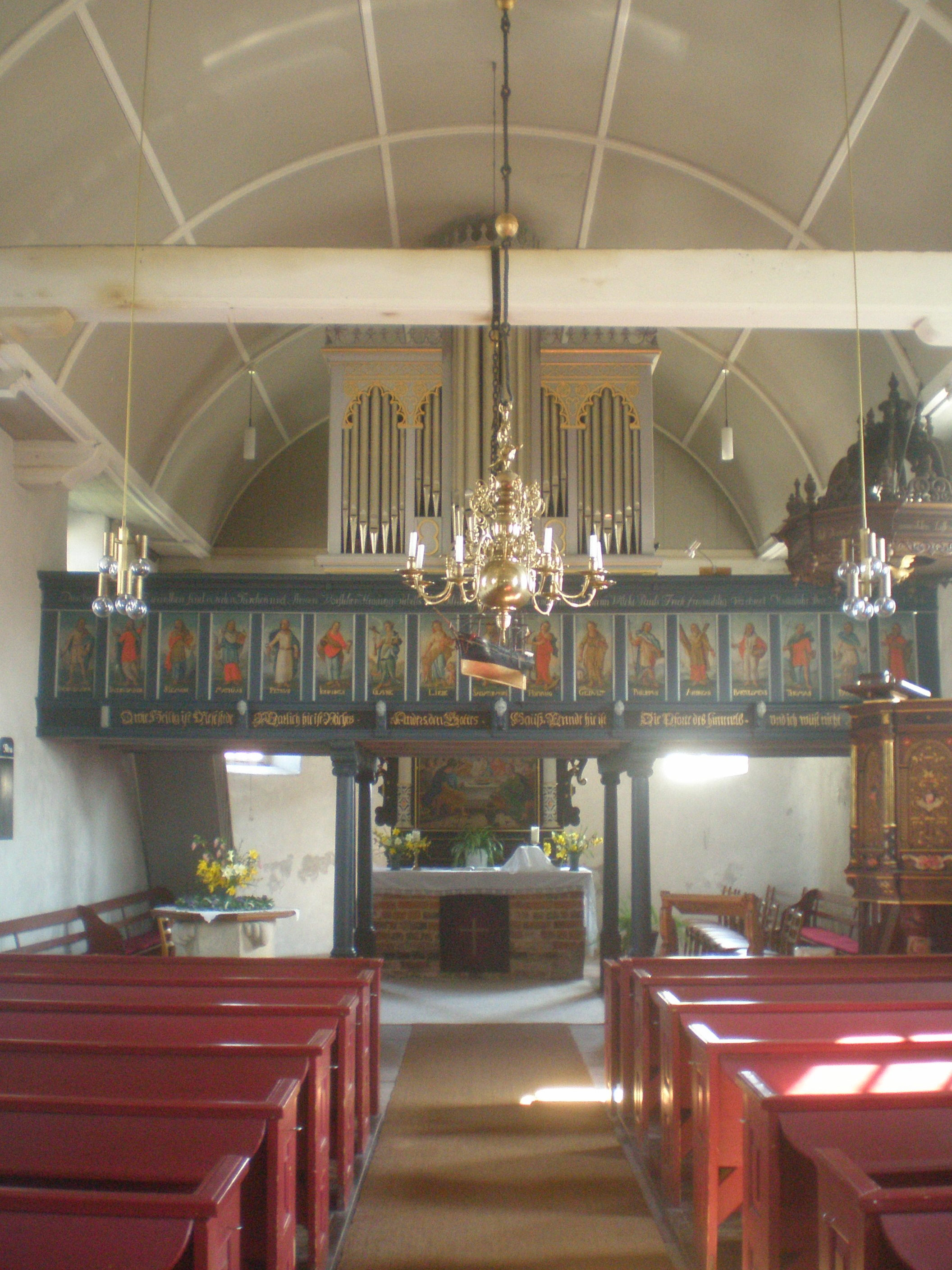
Interieur

De kerk wordt binnen met een houten tongewelf afgesloten.
De inrichting stamt voor een belangrijk deel uit de oude middeleeuwse kerk. Van het doopvont bleef de 13e-eeuwse sokkel met vier ondersteunende figuren bewaard, het bekken zelf is van latere datum. Het retabel uit 1643 staat op een middeleeuwse mensa en is versierd met een voorstelling van het Avondmaal uit 1823. Vermoedelijk gaat de kruisigingsgroep aan de noordelijke muur uit het midden van de 17e eeuw terug op een werk uit het atelier van Jacob Cröpelin. De kansel werd gebouwd in 1642, het klankbord werd pas in 1793 toegevoegd.
De kerk heeft een oostelijke galerij (1784) en een westelijke galerij (1788). De galerijen rusten op ionische zuilen en zijn versierd met panelen van de apostelen en de deugden. Het centrale schilderij van Christus als Salvator Mundi wordt geflankeerd door de christelijke deugden Geloof, Hoop en Liefde, aangevuld met Geduld. Aan beide zijden bevinden zich vervolgens zes apostelen.
De beide votiefschepen dateren van 1871 en 1900. In het kerkschip hangt een messing kroonluchter uit 1684.
Tot het liturgisch vaatwerk behoren een kelk (geschonken in 1632) en een kan (geschonken in 1765).

## Orgel
Het orgel werd in 1860 door Arnold Rohlfs gebouwd en heeft zeven registers op één manuaal en aangehangen pedaal. Het instrument bleef grotendeels bewaard en werd in 1985 door de orgelbouwfirma Alfred Führer gerestaureerd. De dispositie luidt als volgt:
| I Manuaal C–f3 |                |    |
| 1.             | Principaal     | 8′ |
| 2.             | Gedekt         | 8′ |
| 3.             | Octaaf         | 4′ |
| 4.             | Fluit dolce    | 4′ |
| 5.             | Quintfluit     | 3′ |
| 6.             | Octaaf         | 2′ |
| 7.             | Mixtuur III–IV |    |

| Pedaal C–g0 |
| aangehangen |